# Cabeza Lijar
Cabeza Lijar är en bergstopp i Spanien.   Den ligger i provinsen Provincia de Madrid och regionen Madrid, i den centrala delen av landet, 50 km nordväst om huvudstaden Madrid. Toppen på Cabeza Lijar är 1 763 meter över havet. Cabeza Lijar ingår i Sierra de Malagón.
Terrängen runt Cabeza Lijar är huvudsakligen kuperad. Runt Cabeza Lijar är det ganska tätbefolkat, med 214 invånare per kvadratkilometer. Närmaste större samhälle är Collado-Villalba, 14,3 km öster om Cabeza Lijar. 